# Przekładnik napięciowy

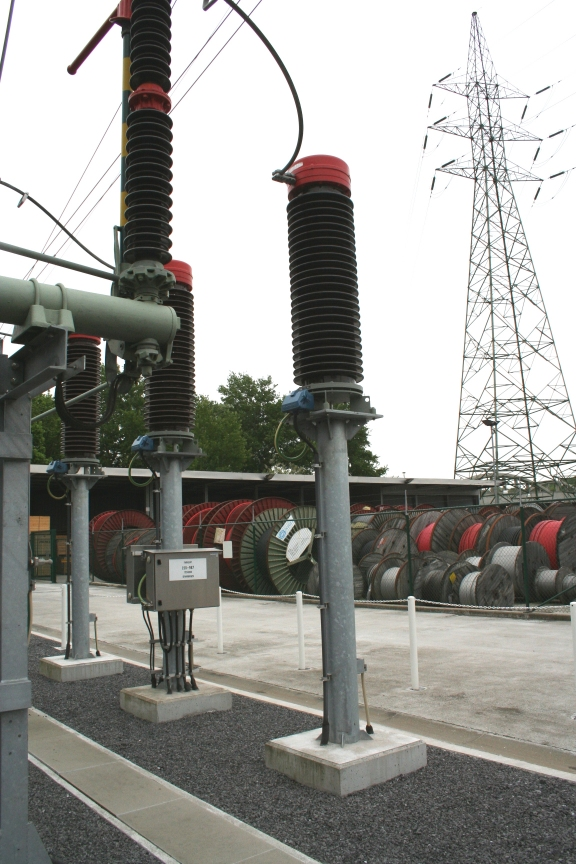
Przekładnik napięciowy na stacji elektroenergetycznej 150 kV (Holandia)

Przekładnik napięciowy – specjalny transformator jednofazowy lub trójfazowy, pracujący w stanie jałowym, służący do rozszerzania zakresu pomiarowego woltomierzy. Stosowany przy pomiarach napięć przemiennych.
Dla typowego przekładnika napięciowego wartość znamionowa napięcia wtórnego wynosi {\displaystyle 100/\!{\sqrt {3}}\ \mathrm {V} } dla układów 3-fazowych i 100 V dla układów 1-fazowych.
Zwarcie w obwodzie wtórnym przekładnika może uszkodzić go, dlatego zabezpiecza się go bezpiecznikami. Z obwodów wtórnych przekładnika napięciowego najczęściej zasila się woltomierze, cewki napięciowe watomierzy i liczników, częstotliwościomierze, przetworniki pomiarowe, zabezpieczenia podnapięciowe itp.
Podstawowe dane znamionowe podawane na tabliczce znamionowej przekładnika to:
- znamionowe napięcie pierwotne (np. {\displaystyle 6/\!{\sqrt {3}};} {\displaystyle 15/\!{\sqrt {3}};} {\displaystyle 110/\!{\sqrt {3}}\ \mathrm {kV} })
- znamionowe napięcie wtórne {\displaystyle (100/\!{\sqrt {3}}\ \mathrm {V} )}
- napięcie znamionowe: napięcie znamionowe izolacji {\displaystyle U_{n}}
- moc znamionowa- największa moc, jaką można obciążyć przekładnik, aby mierzył on zgodnie z normą i klasą
10; 15; 20; 25; 30; 50; 60; 100; 125; 150; 200; 300; 400; 500 VA
- klasa dokładności:
przekładniki pomiarowe: 0,1; 0,2; 0,5; 1,3,
przekładniki zabezpieczeniowe: 3P; 6P
- moc graniczna: o rząd większa od mocy znamionowej
- współczynnik napięciowy {\displaystyle k_{t}{:}} 1,2/- s; 1,5/30 s; 1,9/30 s; 1,9/8 h